# Salvia farinacea
 (septembre 2012).
Si vous disposez d'ouvrages ou d'articles de référence ou si vous connaissez des sites web de qualité traitant du thème abordé ici, merci de compléter l'article en donnant les références utiles à sa vérifiabilité et en les liant à la section « Notes et références ».
Espèce
Salvia farinacea, la Sauge bleue, est une espèce de plantes à fleurs de la famille des Lamiaceae. C'est une plante herbacée vivace native du Mexique.

## Classification
Elle fait partie du genre des sauges (Salvia) dans la famille des Lamiaceae.

## Description
La plante atteint une hauteur de 50 cm.
Avec une très étonnante floraison d'un aspect duveteux, cette sauge tient son nom de ces inflorescences très douces. Elle se cultive comme une vivace dans les régions à climat très doux, comme annuelle ailleurs. Des épis de fleurs bleues ou blanches selon la variété s'élèvent au-dessus du feuillage pendant tout l'été. 

## Liste des variétés
Selon Tropicos (8 août 2014) (Attention liste brute contenant possiblement des synonymes) :
- variété Salvia farinacea var. blue royal
- variété Salvia farinacea var. heteranthera Brandegee
- variété Salvia farinacea var. latifolia Shinners
- variété Salvia farinacea var. royal Blue
- variété Salvia farinacea var. white